# Брено (Ен)
Брено (фр. Brénod) је насељено место у Француској у региону Рона-Алпи, у департману Ен (Рона-Алпи).
По подацима из 2011. године у општини је живело 543 становника, а густина насељености је износила 22,82 становника/km².

## Демографија
| 1962. | 1968. | 1975. | 1982. | 1990. | 2011. |
| ----- | ----- | ----- | ----- | ----- | ----- |
| 509   | 524   | 436   | 431   | 385   | 543   |